# 阿爾卡馬里納山
13°53′59″S 71°09′11″W / 13.89972°S 71.15306°W
阿爾卡馬里納山（Alcamarina），是秘魯的山峰，位於該國東南部庫斯科大區，由坎奇斯省的皮圖馬卡區負責管轄，屬於韋爾卡努塔山脈的一部分，海拔高度5,085米。